# 쑤닝 그룹

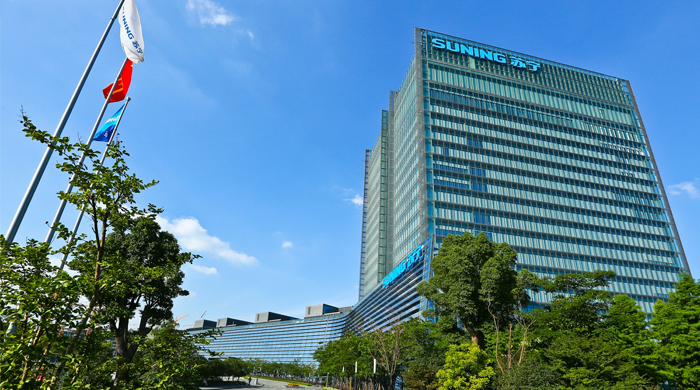

쑤닝그룹(중국어 간체자: 苏宁云商, 정체자: 蘇寕雲商, 병음: Sūníng Yúnshāng)은 중국의 최대 가전 유통 업체이다. 장쑤 FC 축구클럽과 인터 밀란의 지분 70%를 가진 대주주이다.

## 같이 보기
- 알리바바 그룹